# Koziorożce
Koziorożce, kozłowate (Caprini) – plemię ssaków z podrodziny antylop (Antilopinae) w obrębie rodziny wołowatych (Bovidae), obejmujące gatunki zaliczane do zwierzyny o dużym znaczeniu gospodarczym. Wśród Caprini są zwierzęta średniej wielkości, jak osiągający wagę ok. 30 kg goral, a także duże – dorodny samiec piżmowołu waży do 400 kg.

## Rozmieszczenie geograficzne
Koziorożce występują w Eurazji, Afryce i Ameryce Północnej – najczęściej na obszarach górskich, skalistych, często powyżej górnej granicy lasu. Niektóre gatunki występują na suchych terenach trawiastych, a piżmowół arktyczny w tundrze.

## Znaczenie gospodarcze
Pozyskuje się z nich mięso, skóry, rogi i runo. W krajach azjatyckich krew i niektóre części ciała kozłowatych wykorzystuje się w medycynie ludowej. Rogi wielu gatunków są wysoko cenionym trofeum myśliwskim. Koza i owca zostały udomowione i są wykorzystywane jako zwierzęta gospodarskie. W kilku krajach podejmowane są próby udomowienia piżmowołu. W Polsce występuje muflon sprowadzony jako zwierzę łowne.

## Zagrożenia i ochrona
Pomimo dużego znaczenia ekonomicznego dla człowieka wiele gatunków Caprini pozostaje słabo poznanych. Większość z nich jest zagrożona wyginięciem. Według danych Międzynarodowej Unii Ochrony Przyrody 70% gatunków kozłowatych jest narażona na wyginięcie (kategorie VU, EN i CR), z czego 30% zaliczono do kategorii zagrożonych (EN) i krytycznie zagrożonych (CR). Do głównych przyczyn wpływających na wzrost zagrożenia wyginięciem należy utrata siedlisk, polowania oraz konkurowanie ze zwierzętami hodowlanymi o zasoby pokarmowe.

## Rodzaje
Do plemienia należą następujące rodzaje:
- Pantholops B.H. Hodgson, 1834 – cziru – jedynym przedstawicielem jest Pantholops hodgsonii (C. Abel, 1826) – cziru tybetańskie
- Oreamnos Rafinesque, 1817 – kozioł – jedynym żyjącym współcześnie przedstawicielem jest Oreamnos americanus (de Blainville, 1816) – kozioł śnieżny
- Budorcas B.H. Hodgson, 185 – takin
- Ammotragus E. Blyth, 1840 – arui – jedynym żyjącym współcześnie przedstawicielem jest Ammotragus lervia (Pallas, 1777) – arui grzywiasta
- Arabitragus Ropiquet & Hassanin, 2005 – arabotar – jedynym przedstawicielem jest Arabitragus jayakari (O. Thomas, 1894) – arabotar blady
- Hemitragus B.H. Hodgson, 1841 – tar – jedynym żyjącym współcześnie przedstawicielem jest Hemitragus jemlahicus (C.H. Smith, 1826) – tar himalajski
- Pseudois B.H. Hodgson, 1846 – nahur – jedynym przedstawicielem jest Pseudois nayaur (B.H. Hodgson, 1833) – nahur górski
- Capra Linnaeus, 1758 – koziorożec
- Nilgiritragus Ropiquet & Hassanin, 2005 – nilgiritar – jedynym przedstawicielem jest Nilgiritragus hylocrius (W. Ogilby, 1838) – nilgiritar leśny
- Ovis Linnaeus, 1758 – owca
- Rupicapra de Blainville, 1816 – kozica
- Naemorhedus C.H. Smith, 1827 – goral
- Capricornis W. Ogilby, 1837 – serau
- Ovibos de Blainville, 1816 – piżmowół – jedynym przedstawicielem jest Ovibos moschatus (A.E.W. von Zimmermann, 1780) – piżmowół arktyczny

Tary z rodzaju Hemitragus nie są ze sobą tak blisko spokrewnione, jak do niedawna uważano. W 2005 Ropiquet i Hassanin zaproponowali wyłonienie dwóch nowych rodzajów: arabotar (Arabitragus) i nilgiritar (Nilgiritagus).
Opisano także szereg rodzajów wymarłych:

- Aragoral Alcalá & Morales, 1997[43] – jedynym przedstawicielem był Aragoral mudejar Alcalá & Morales, 1997
- Benicerus Heintz, 1973[44] – jedynym przedstawicielem był Benicerus theobaldi Heintz, 1973
- Boopsis Teilhard de Chardin, 1936[45]
- Bootherium Leidy, 1852[46] – jedynym przedstawicielem był Bootherium bombifrons (Harlan, 1825)
- Bouria Vrba, 1997[47] – jedynym przedstawicielem był Bouria anngettyae Vrba, 1997
- Capraoryx Alekseeva, 1977[48] – jedynym przedstawicielem był Capraoryx orientalis Alekseeva, 1977
- Criotherium Forsyth Major, 1891[49]
- Damalavus Arambourg, 1959[50] – jedynym przedstawicielem był Damalavus boroccoi Arambourg, 1959
- Demecquenemia Kostopoulos & Bernor, 2011[51] – jedynym przedstawicielem był Demecquenemia rodleri (Pilgrim & Hopwood, 1928)
- Ebusia Moyà-Solà, Quintana Cardona & Köhler, 2022[52] – jedynym przedstawicielem był Ebusia moralesi Moyà-Solà, Quintana Cardona & Köhler, 2022
- Euceratherium Furlong & Sinclair, 1904[53] – jedynym przedstawicielem był Euceratherium collinum Furlong & Sinclair, 1904
- Euthyceros Athanassiou, 2002[54] – jedynym przedstawicielem był Euthyceros thessalicus Athanassiou, 2002
- Gallogoral Guérin, 1965[55] – jedynym przedstawicielem był Gallogoral meneghinii (Rütimeyer, 1878)
- Hesperidoceras Crusafont i Pairó, 1965[56] – jedynym przedstawicielem był Hesperidoceras merlae (Villalta Comella & Crusafont i Pairó, 1955)
- Hezhengia Qiu Zhanxiang, Wang Banyue & Xie Guangpu, 2000[57]
- Huabeitragus Chen Guanfang & Zhang Zhaoqun, 2007[58] – jedynym przedstawicielem był Huabeitragus yushensis (Teilhard de Chardin & Trassaert, 1938)
- Kabulicornis Heintz & H. Thomas, 1981[59] – jedynym przedstawicielem był Kabulicornis ahmadi Heintz & H. Thomas, 1981
- Koufotragus Bonis & Bouvrain, 1996[60] – jedynym przedstawicielem był Koufotragus bailloudi (Arambourg & Piveteau, 1929)
- Lyrocerus Teilhard de Chardin & Trassaert, 1938[61] – jedynym przedstawicielem był Lyrocerus satan Teilhard de Chardin & Trassaert, 1938
- Macrotragus Chen Guanfang & Zhang Zhaoqun, 2007[62]
- Makapania Wells & Cooke, 1956[63] – jedynym przedstawicielem był Makapania broomi Wells & Cooke, 1956
- Megalovis Schaub, 1923[64]
- Mesembriacerus Bouvrain, 1975[65] – jedynym przedstawicielem był Mesembriacerus melentisi Bouvrain, 1975
- Myotragus Bate, 1909[66]
- Neotragocerus Matthew & Cook, 1909[67] – jedynym przedstawicielem był Neotragocerus improvisus Matthew & Cook, 1909
- Nitidarcus Vrba, 1997[68] – jedynym przedstawicielem był Nitidarcus asfawi Vrba, 1997
- Norbertia Köhler, Moyà-Solà & Morales, 1995[69] – jedynym przedstawicielem był Norbertia hellenica Köhler, Moyà-Solà & Morales, 1995
- Nesogoral Gliozzi & Malatesta, 1980[70]
- Olonbulukia Bohlin, 1937[71] – jedynym przedstawicielem był Olonbulukia tsaidamensis Bohlin, 1937
- Pachygazella Teilhard de Chardin & Yang Zhongjian, 1931[72] – jedynym przedstawicielem był Pachygazella grangeri Teilhard de Chardin & Yang Zhongjian, 1931
- Palaeoreas Gaudry, 1861[73]
- Palaeoryx Gaudry, 1861[74]
- Paraprotoryx Bohlin, 1935[75] – jedynym przedstawicielem był Paraprotoryx minor Bohlin, 1935
- Parapseudotragus Sokolov, 1961[76] – jedynym przedstawicielem był Parapseudotragus tauricus (Bogachev, 1960)
- Pliotragus Kretzoi, 1941[77]
- Praeovibos Staudinger, 1908[78]
- Procamptoceras Schaub, 1923[79] – jedynym przedstawicielem był Procamptoceras brivatense Schaub, 1923
- Prosinotragus Bohlin, 1935[80] – jedynym przedstawicielem był Prosinotragus tenuicornis Bohlin, 1935
- Protovis Wang Xiaoming, Li Qiang & Takeuchi, 2016[81] – jedynym przedstawicielem był Protovis himalayensis Wang Xiaoming, Li Qiang & Takeuchi, 2016
- Pumilovis Mead & Czaplewski, 2009[82] – jedynym przedstawicielem był Pumilovis richwhitei Mead & Czaplewski, 2009
- Qurliqnoria Bohlin, 1937[83]
- Shaanxispira Liu Dongsheng, Li Chuankui & Zhai Renjie, 1978[84]
- Sinocapra Chen Guanfang, 1991[85]
- Sinopalaeoceros Chen Guanfang, 1988[86] – jedynym przedstawicielem był Sinopalaeoceros xiejiaensis (Li Chuankui & Qiu Zhuding, 1980)
- Sinotragus Bohlin, 1935[87]
- Sivacapra Pilgrim, 1939[88]
- Skoufotragus Kostopoulos, 2009[89]
- Skouraia Geraads, El Boughabi & Zouhri, 2012[90] – jedynym przedstawicielem był Skouraia helicoides Geraads, El Boughabi & Zouhri, 2012
- Sporadotragus Kretzoi, 1968[91]
- Soergelia Schaub, 1951[92]
- Tossunnoria Bohlin, 1937[93] – jedynym przedstawicielem był Tossunnoria pseudibex Bohlin, 1937
- Tragoreas Schlosser, 1904[94]
- Tsaidamotherium Bohlin, 1935[95]